# Pałac w Karolinie
Pałac w Karolinie – obiekt wybudowany w  XVIII w., w miejscowości Karolin.

## Opis
Pałac jest obiektem wybudowanym w stylu klasycystycznym z końca XVIII w. Jest to pałac dwupiętrowy z wejściem głównym, pod skromnym balkonem, umieszczonym centralnie między dwoma pilastrami zwieńczonymi frontonem. Główny korpus kryty jest dachem mansardowym czterospadowym i dachówką. Do budynku głównego w XIX w. poprzecznie dobudowano skrzydło szczytam skierowanym do frontu z drewnianym, piętrowym gankiem z boku. 
Zabytek jest częścią zespołu pałacowego, w skład którego wchodzą jeszcze: park z XIX w.; oficyna z XVIII/XIX w.; obora z końca XIX w.; stajnia z końca XIX w.